# Jane Badler
 (novembre 2011).
Si vous disposez d'ouvrages ou d'articles de référence ou si vous connaissez des sites web de qualité traitant du thème abordé ici, merci de compléter l'article en donnant les références utiles à sa vérifiabilité et en les liant à la section « Notes et références ».
Pour les articles homonymes, voir Badler.
Jane Badler est une actrice américaine, née le 31 décembre 1953 à Brooklyn (New York).

## Biographie
Jane Badler étudie quatre ans à l'université Northwestern, de 1971 à 1975, puis postule au titre de Miss Amérique et arrive deuxième. Elle prend alors des cours d'art dramatique et se présente régulièrement dans les cabarets.
Elle apparaît pour la première fois dans une série télévisée dans On ne vit qu'une fois, diffusée de 1977 à 1983. Elle y incarne Melinda Cramer, mais n'y joue finalement qu'une saison, avant d'incarner Natalie Bell dans The Doctors.
En 1983, elle obtient le rôle de Diana dans la série culte V (1983), V : La Bataille finale (1984) et V : La série (1984-1985). Diana incarne la « méchante et plus belle » de la série : une scientifique commandant d'une flotte d'hommes-lézards extraterrestres et prédateurs qui envahissent la Terre.
Ensuite, on la revoit notamment en 1986 dans deux épisodes de Riptide dans le rôle de Janet Ingram, et dans Falcon Crest (1986-1987) dans le rôle de Meredith Braxton.
Installée en Australie, elle rencontre Peter Graves, et on la retrouve en 1990 dans la série Mission impossible, 20 ans après, dans le rôle de Shannon Reed, puis notamment en 1997, dans « Flipper » aka The New Adventures of Flipper.
Ces dernières années, elle a fait évoluer sa carrière dans les cabarets et sur scène : Archy and mehitabel, The Great Gatsby, The Singing Forest, Big Hair in America, et deux one-woman shows : Shakin' the Blues Away and The Love Goddess: Rita Hayworth.
En 2008, elle tourne dans le film australien Under a red moon avec Richard Norton. La même année, elle reprend le rôle de Abbey dans la pièce de théâtre de Neil LaBute, The Mercy Seat, rôle tenu par Sigourney Weaver à New York puis par Susan Sarandon à Los Angeles.
Jane Badler a sorti son premier album solo le 1er juin 2008. Intitulé The Devil has my Double, l'album est autobiographique, c'est un album qui est décrit comme un mélange compulsif de célébrité, de sexe et de solitude.
En 2010, Jane Badler a été engagée pour le rôle de Diana Marshall dans la série australienne Neighbours.
Le 6 août 2010, ABC annonce officiellement que Jane Badler rejoint le casting de V, en tant qu'invitée récurrente dans la saison 2. Elle interprète Diana, la mère d'Anna (Morena Baccarin).
Jane Badler est mariée avec l'homme d'affaires Stephen Hains, fils du milliardaire australien David Hains (en). Ils sont les parents de deux fils, Sam et Harry.
Le 3e album de Jane Opus est sorti le 15 septembre 2014 sur toutes les plateformes de téléchargement légal et le 30 septembre 2014 pour la version CD en France.
En mars 2016, Jane Badler se lance dans la production de films via sa société Mejane production et produit le film Daisy Winters avec entre autres Brooke Shields, Carrie Preston ou encore Iwan Rheon. Le tournage débute le 18 avril 2016.
En 2019, elle participe comme vedette invitée pour 2 épisodes de  la série franco-américaine Reef Break diffusée sur M6 en France et ABC en Amérique. En 2024 elle joue le rôle de Miriam Summerhayes femme de William H. Macy dans la comedie américaine ricky stanicky .

## Harry Hains
Le 9 janvier 2020, elle annonce sur Instagram le décès par suicide l'avant-veille de son fils, Harry Hains, à l'âge de 27 ans, ayant succombé à des problèmes de santé mentale et de dépendance. Né en Australie, Hains commençait une carrière d'acteur avec des apparitions dans les séries américaines American Horror Story et The OA, dans la télésérie australienne Sneaky Pete et dans le film The Surface en 2015.

## Filmographie

### Cinéma

#### Longs métrages
- 1983 : The First Time de Charlie Loventhal : Karen Watson
- 1989 : La Preuve par 9 mm (Black Snow) de Frank Patterson : Shelby Collins
- 1989 : Oro Fino de José Antonio de la Loma : Julia
- 1990 : Lluvia de otono de José Ángel Rebolledo : Lucia
- 1990 : Easy Kill de Josh Spencer: Jade Anderson
- 1995 : Iron Fist (Under the Gun) de Matthew George : Sandy Torrence
- 2008 : Under a Red Moon de Leigh Sheehan : Anna Dunn
- 2010 : Needle (en) de John V. Soto : professeur Banyon
- 2013 : Birthday Cake de Chad Darnell : Jane Badler
- 2015 : De chica en chica de Sonia Sebastián : Kirsten
- 2016 : Virtual Revolution de Guy-Roger Duvert Dina
- 2019 : A Beautiful Request de Robert Chuter : Wendy
- 2019 : Colourblind de Nathan Hill : Mrs. Baxter
- 2019 : Cult Girls de Mark Bakaitis : Ragana
- 2020 : The Free Fall d'Adam Stilwell : Rose
- 2023 : Trim Season d'Ariel Vida : Mona
- 2024 : Ricky Stanicky de Peter Farrelly

#### Courts métrages
- 2013 : Bitch, Popcorn & Blood de Fabio Soares : la femme fatale
- 2014 : Good Samaritan de Jeffrey Reddick : la femme d'affaires
- 2015 : Double Trouble de Nathan Hill : One-Eye
- 2015 : Jane Badler - Black Dove de Mark Bakaitis : Ragana

### Télévision

#### Séries télévisées
- 1977-1981 et 1983 : On ne vit qu'une fois (One Life to Live) : Melinda Cramer Janssen #2
- 1979 : L'Île fantastique (Fantasy Island) : Kim
- 1981-1982 : The Doctors (en) : Natalie Bell #2
- 1983 : V : Diana
- 1984 : V : La Bataille finale : Diana
- 1984 : Brothers : Phyllis
- 1984-1985 : V : La série : Diana
- 1985 : Hôtel : Angie Archer
- 1986 : Blacke's Magic (en) : Elisa Leigh
- 1986 : Riptide : Janet Ingram
- 1986-1987 : Falcon Crest : Meredith Braxton
- 1987 : La loi est la loi (Jake and the Fatman) : Shelly
- 1987-1988 : Police 2000 : Mme Tania Winthrop
- 1988 : Arabesque (Murder She Wrote) : Carolyn Hazlitt
- 1988-1990 : Mission impossible, 20 ans après (Mission: Impossible) : Shannon Reed
- 1992 : Cluedo : Mme Elizabeth Peacock
- 1992 : Embassy (en) : Jacqueline Kowalski
- 1994 : Chasseurs d'étoiles (Sky Trackers) : Coral Lee Pierce
- 1995 : La Saga des McGregor (Snowy River: The McGregor Saga) : Yvonne Waugh
- 1997 : Les Nouvelles Aventures de Flipper le dauphin (The New Adventures of Flipper") : Rhonda
- 1999 : Crash Zone : Eleanor Renfrey
- 2002 : Le Monde perdu (The Lost World) : Dame Alice Kyteler
- 2002 : Blue Heelers : Kath Shepherd
- 2010 : Les Voisins (Neighbours) : Diana Marshall
- 2011 : Resistance : Diana Lucas
- 2011 : V (2009) : Diana
- 2011 : Offspring (2010) : Wendy
- 2019 : Reef Break : L. Thompson

#### Téléfilms
- 1981 : Terror Among Us : Pam
- 1985 : Convenant : Dana Noble
- 1986 : Verdict (The Penalty Phase) : Katie Pinter
- 2001 : Lien de sang  (Like Mother Like Son: The Strange Story of Sante and Kenny Kimes) : Mrs Fox